# Фольксштурм
Фольксштурм (від нім. Volkssturm — штурм народу, народна армія, народна буря) — ополченські формування у нацистській Німеччині наприкінці Другої світової війни. Створювалися з осені 1944 шляхом тотальної мобілізації чоловіків у віці від 16 до 60 років. З лютого 1945 до фольксштурму призвалися і жінки (з 18 років).
Фольксштурм формувався за допомогою СС та інших організацій під загальним керівництвом Гіммлера і підпорядковувався націонал-соціалістичній партії Німеччини. Безпосередньо на місцях організацією нових підрозділів займалися гауляйтери НСДАП.
Організаційно формування фольксштурму об'єднувалися у взводи, роти і батальйони. Восени 1944 на східному фронті перебувало до 100, на західному — до 50 батальйонів фольксштурму. Надалі їх кількість значно зросла (в квітня 1945 тільки в Берліні налічувалося до 200 батальйонів фольксштурму).
Бойова підготовка і моральний стан солдатів ополчення були низькими, озброєння складалося в основному з невеликого числа фаустпатронів і карабінів. Підрозділи фольксштурму використовувалися для будівництва та охорони тилових оборонних рубежів, оборони своїх населених пунктів (вперше підрозділи фольксштурму вступили в бій 18 жовтня 1944 в Східній Пруссії проти радянських військ), потім брали участь у бойових діях у Сілезії, Угорщині і на австрійському кордоні, на Одері, Нейсе і в районі Берліна, а також в евакуації населення і важливих військових об'єктів, для виконання диверсійних завдань. Фольксштурм також використовувався для поповнення кадрових армійських частин Вермахту.

## Однострої та відзнаки

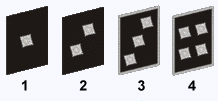
Знаки розрізнення ополченців фольксштурму. Групенфюрер (1), цугфюрер (2), компаніфюрер (3), батальйонсфюрер (4)

| Звання фольксштурму | Переклад        | Посада              | Військове звання (еквівалент) |
| Звання фольксштурму |                 |                     |                               |
| Bataillonsführer    | батальйонсфюрер | командир батальйону | майор                         |
|                     |                 |                     |                               |
| Kompanieführer      | компаніфюрер    | командир роти       | капітан                       |
|                     |                 |                     |                               |
| Zugführer           | цугфюрер        | командир взводу     | лейтенант                     |
|                     |                 |                     |                               |
| Gruppenführer       | групенфюрер     | командир відділення | унтер-офіцер або фельдфебель  |
|                     |                 |                     |                               |
| Volkssturmmann      | фольксштурманн  | солдат фольксштурму | рядовий                       |

## Відео
- Фольксштурм 1945